# 高崎商科大学前駅

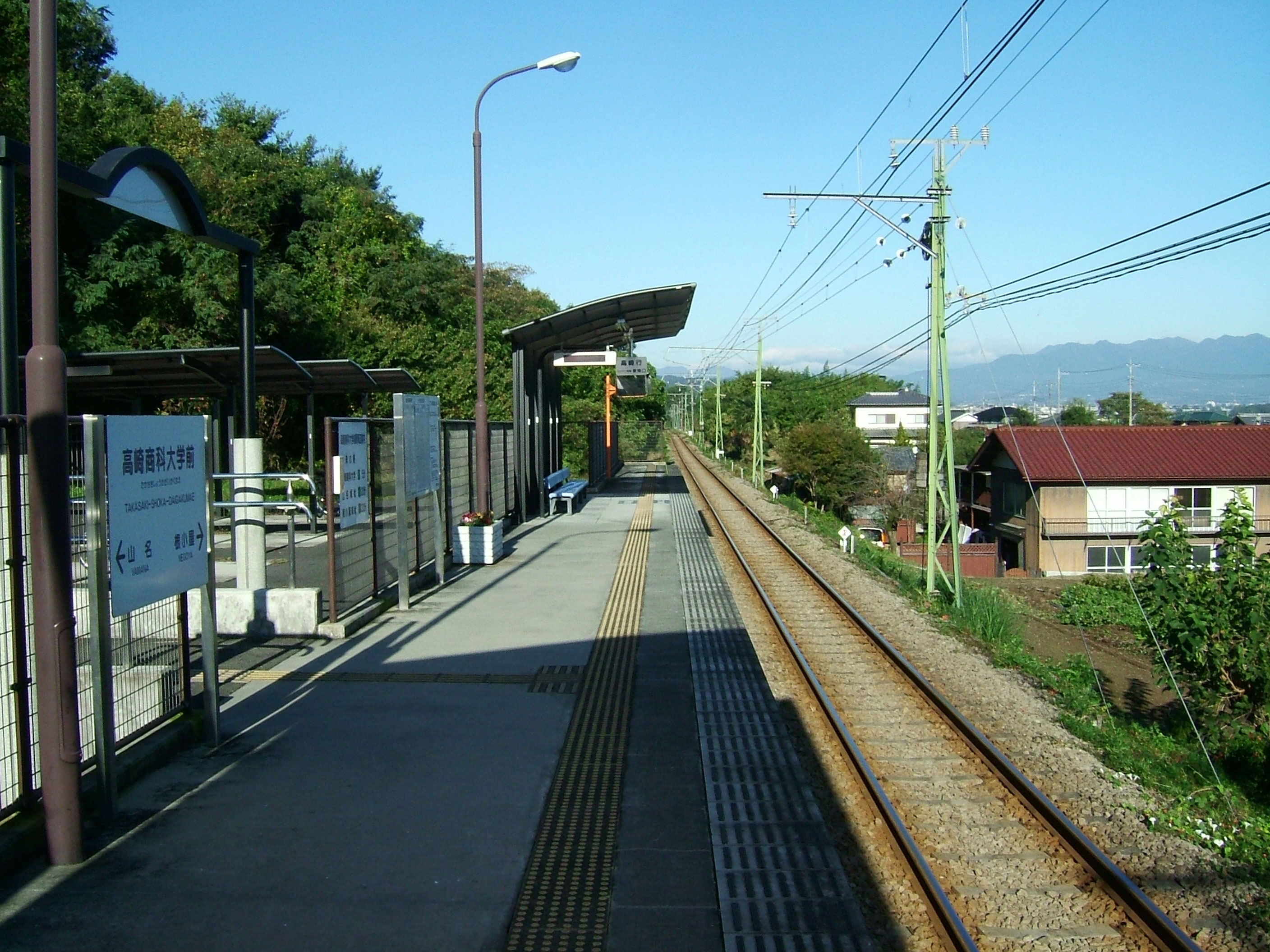
ホーム（2008年10月）

高崎商科大学前駅（たかさきしょうかだいがくまええき）は、群馬県高崎市根小屋町にある上信電鉄上信線の駅である。
高崎商科大学から徒歩4分の距離に所在する。2001年4月に高崎商科短期大学が高崎商科大学（4年制大学）になり学生数が増加したことなどに伴い、新駅設置の機運が高まったことにより設置された駅である。

## 歴史
- 2002年（平成14年）3月17日：開業[1]。

## 駅構造
単式ホーム1面1線を持つ地上駅。無人駅である。トイレは水洗式。

## 利用状況
2011年4月1日より、高崎商科大学が同大学生の通学定期の補助制度を開始し、大学としても電車の利用を促進している。
2001年度以降の1日の平均乗車人員は以下の通りである。出典は高崎市統計季報より。
| 年度   | 1日平均人数 |
| ------ | ----------- |
| 2001年 | 14          |
| 2002年 | 114         |
| 2003年 | 137         |
| 2004年 | 143         |
| 2005年 | 156         |
| 2006年 | 191         |
| 2007年 | 198         |
| 2008年 | 218         |
| 2009年 | 232         |
| 2010年 | 245         |
| 2011年 | 221         |
| 2012年 | 241         |
| 2013年 | 237         |
| 2014年 | 238         |
| 2015年 | 223         |
| 2016年 | 213         |
| 2017年 | 210         |
| 2018年 | 205         |
| 2019年 | 224         |
| 2020年 | 38          |
| 2021年 | 82          |
| 2022年 | 189         |

## 駅周辺
- 高崎商科大学及び同短期大学部
- 群馬県道30号寺尾藤岡線

## 隣の駅
上信電鉄
■上信線
根小屋駅 - 高崎商科大学前駅 - 山名駅